# Sidney Greville
Sir Sidney Robert Greville (16 novembre 1866 – 12 giugno 1927) è stato un nobile inglese.

## Biografia
Era il figlio di George Greville, IV conte di Warwick, e di sua moglie, Anne Charteris. Frequentò il Marlborough College.

## Carriera
Servì come segretario privato del sottosegretario di stato per l'India nel 1887 e come segretario privato di Robert Gascoyne-Cecil, III marchese di Salisbury, quando era primo ministro (1888-1892 e 1896-1898). Greville era poi nominato scudiero del principe di Galles fino al 1901, quando divenne Groom in Waiting di Edoardo VII fino alla morte del re nel 1910.
Tra il 1901 e il 1911 Greville ha lavorato come segretario privato di Alessandra di Danimarca ed era il cassiere della famiglia (1911-1915). Egli è stato controllore e tesoriere del principe del Galles (1915-1920), quando divenne Groom in Waiting di Giorgio V.

## Ascendenza
|                                       |                                         |                                     | Genitori                            |  |  | Nonni |  |  | Bisnonni                             |  |  | Trisnonni                            |  |
|                                       |                                         |                                     |                                     |  |  |       |  |  | George Greville, II conte di Warwick |  |  | Francis Greville, I conte di Warwick |  |
|                                       |                                         |                                     |                                     |  |  |       |  |  | George Greville, II conte di Warwick |  |  | Francis Greville, I conte di Warwick |  |
|                                       |                                         | lady Elizabeth Hamilton             |                                     |  |  |       |  |  | George Greville, II conte di Warwick |  |  |                                      |  |
| Henry Greville, III conte di Warwick  |                                         |                                     |                                     |  |  |       |  |  | George Greville, II conte di Warwick |  |  |                                      |  |
|                                       |                                         | Henrietta Vernon                    | Richard Vernon                      |  |  |       |  |  |                                      |  |  |                                      |  |
|                                       |                                         | Henrietta Vernon                    | Richard Vernon                      |  |  |       |  |  |                                      |  |  |                                      |  |
|                                       |                                         | Henrietta Vernon                    | lady Evelyn Leveson-Gower           |  |  |       |  |  |                                      |  |  |                                      |  |
| George Greville, IV conte di Warwick  |                                         | Henrietta Vernon                    |                                     |  |  |       |  |  |                                      |  |  |                                      |  |
|                                       |                                         | John Savile, II conte di Mexborough | John Savile, I conte di Mexborough  |  |  |       |  |  |                                      |  |  |                                      |  |
|                                       |                                         | John Savile, II conte di Mexborough | John Savile, I conte di Mexborough  |  |  |       |  |  |                                      |  |  |                                      |  |
|                                       |                                         | John Savile, II conte di Mexborough | Sarah Delaval                       |  |  |       |  |  |                                      |  |  |                                      |  |
| lady Sarah Elizabeth Savile           |                                         | John Savile, II conte di Mexborough |                                     |  |  |       |  |  |                                      |  |  |                                      |  |
|                                       |                                         | Elizabeth Stephenson                | Henry Stephenson                    |  |  |       |  |  |                                      |  |  |                                      |  |
|                                       |                                         | Elizabeth Stephenson                | Henry Stephenson                    |  |  |       |  |  |                                      |  |  |                                      |  |
|                                       |                                         | Elizabeth Stephenson                | Alice Stephenson                    |  |  |       |  |  |                                      |  |  |                                      |  |
| lord Sidney Greville                  |                                         | Elizabeth Stephenson                |                                     |  |  |       |  |  |                                      |  |  |                                      |  |
|                                       | Francis Charteris, VIII conte di Wemyss | Francis Charteris, lord Elcho       |                                     |  |  |       |  |  |                                      |  |  |                                      |  |
|                                       | Francis Charteris, VIII conte di Wemyss | Francis Charteris, lord Elcho       |                                     |  |  |       |  |  |                                      |  |  |                                      |  |
|                                       | Francis Charteris, VIII conte di Wemyss | Susan Tracy-Keck                    |                                     |  |  |       |  |  |                                      |  |  |                                      |  |
| Francis Charteris, IX conte di Wemyss | Francis Charteris, VIII conte di Wemyss |                                     |                                     |  |  |       |  |  |                                      |  |  |                                      |  |
|                                       |                                         | Margaret Campbell                   | Walter Campbell                     |  |  |       |  |  |                                      |  |  |                                      |  |
|                                       |                                         | Margaret Campbell                   | Walter Campbell                     |  |  |       |  |  |                                      |  |  |                                      |  |
|                                       |                                         | Margaret Campbell                   | Eleanora Kerr                       |  |  |       |  |  |                                      |  |  |                                      |  |
| lady Anne Charteris                   |                                         | Margaret Campbell                   |                                     |  |  |       |  |  |                                      |  |  |                                      |  |
|                                       |                                         | Richard Bingham, II conte di Lucan  | Charles Bingham, I conte di Lucan   |  |  |       |  |  |                                      |  |  |                                      |  |
|                                       |                                         | Richard Bingham, II conte di Lucan  | Charles Bingham, I conte di Lucan   |  |  |       |  |  |                                      |  |  |                                      |  |
|                                       |                                         | Richard Bingham, II conte di Lucan  | Margaret Smith                      |  |  |       |  |  |                                      |  |  |                                      |  |
| lady Louisa Bingham                   |                                         | Richard Bingham, II conte di Lucan  |                                     |  |  |       |  |  |                                      |  |  |                                      |  |
|                                       |                                         | lady Elizabeth Belasyse             | Henry Belasyse, II conte Fauconberg |  |  |       |  |  |                                      |  |  |                                      |  |
|                                       |                                         | lady Elizabeth Belasyse             | Henry Belasyse, II conte Fauconberg |  |  |       |  |  |                                      |  |  |                                      |  |
|                                       |                                         | lady Elizabeth Belasyse             | Charlotte Lamb                      |  |  |       |  |  |                                      |  |  |                                      |  |
|                                       |                                         | lady Elizabeth Belasyse             |                                     |  |  |       |  |  |                                      |  |  |                                      |  |